# 蔡詠儀
蔡詠儀（英語：Windy Tsoi，1993年11月19日—），2012年亞洲電視跳舞比賽《亞洲星光大道5 跳舞吧！》參賽者。

## 簡介
蔡詠儀4歲開始學芭蕾舞、13歲開始學Jazz，2011年開始學Hip Hop及Breaking。蔡詠儀就讀聖公會白約翰會督中學，中學時期曾奪得多個香港跳舞比賽獎項，更曾獲「2008年度香港級組柔道錦標賽. 年度香港級組柔道錦標賽」 女子組– 52 公斤級別季軍。，並擔任2011-2012學生會候選內閣副主席。2012年6月參加亞洲電視跳舞比賽《亞洲星光大道5 跳舞吧！》比賽。

## 亞洲星光大道5 跳舞吧！比賽歷程
| 播出日期  | 比賽主題       | 參賽舞種 / 參賽題目 | 分數 | 備註 |
| --------- | -------------- | ------------------- | ---- | ---- |
| 2012/6/17 | 一戰成名（上） | Jazz Funk           | 75.4 |      |

## 曾獲獎項
- 2008年度香港級組柔道錦標賽. 年度香港級組柔道錦標賽」女子組-52公斤級別 - 季軍
- 2009第37屆全港公開舞蹈比賽公開組 - 銀獎
- 2009-2010教育局、香港學界舞蹈協會主辦「第四十六屆學校舞蹈節」- 優等獎
- 2010-2011屯門文藝協進會主辦「第二十五屆屯門區舞蹈比賽」- 金獎
- 2011-2012康樂及文化事務署、元朗大會堂及元朗區文藝協進會合辦「第三十四屆元朗區舞蹈比賽」- 金獎

## 外部連結
- 《亞洲星光大道5 跳舞吧！》亞視官方網頁